# Anthurium jilekii
Anthurium jilekii é uma espécie de planta do gênero Anthurium e da família Araceae.

## Taxonomia
A espécie foi descrita em 1862 por Heinrich Wilhelm Schott.
Os seguintes sinônimos já foram catalogados:
- Anthurium contemtum  Schott ex Peyr.
- Anthurium rubidum  Schott ex Peyr.

## Forma de vida
É uma espécie epífita, terrícola e herbácea.

## Conservação
A espécie faz parte da Lista Vermelha das espécies ameaçadas do estado do Espírito Santo, no sudeste do Brasil. A lista foi publicada em 13 de junho de 2005 por intermédio do decreto estadual nº 1.499-R.

## Distribuição
A espécie é endêmica do Brasil e encontrada nos estados brasileiros de Bahia e Espírito Santo. A espécie é encontrada nos domínios fitogeográficos de Caatinga e Mata Atlântica, em regiões com vegetação de floresta estacional semidecidual e floresta ombrófila pluvial.